# Vîsoka Vakulivka, Kozelșciîna
Vîsoka Vakulivka (în ucraineană Висока Вакулівка) este localitatea de reședință a comunei Vîsoka Vakulivka din raionul Kozelșciîna, regiunea Poltava, Ucraina.

## Demografie
Componența lingvistică a localității Vîsoka Vakulivka
     Ucraineană (96,42%)
     Rusă (3,58%)
Conform recensământului din 2001, majoritatea populației localității Vîsoka Vakulivka era vorbitoare de ucraineană (96,42%), existând în minoritate și vorbitori de rusă (3,58%).